# Ramón Molina Lladó
Ramón Molina Lladó (Barcelona, 1964) es un diplomático español. Fue embajador de España en Gabón (2022-2025), con correspondencia con Santo Tomé y Príncipe.

## Biografía
Ramón nació en el año de 1964, en la ciudad española de Barcelona.
Tras realizar estudios en la Universidad de Barcelona, obtuvo la licenciatura en Filosofía (1988) y Derecho (1989).
Completó su formación académica con una maestría en Relaciones Internacionales, en la Escuela de Estudios Internacionales Avanzados Paul H. Nitze de la Universidad Johns Hopkins (1989-1991). 
Habla diversos idiomas: inglés, francés, alemán, italiano, ruso, portugués, rumano y holandés.

### Carrera diplomática
Sus primeros destinos después de su ingreso en la Escuela Diplomática (1993) fueron el Ministerio de Asuntos Exteriores y en la Presidencia del Gobierno.
En el extranjero, ha desempeñado los siguientes cargos: cónsul en Jerusalén y Segunda Jefatura en las Embajadas en Gabón, Mauritania y Vietnam. Además de Director del Departamento de Intercambios de la Fundación Asia-Europa (Singapur, 2004-2008); Consejero Político y Jefe del Componente Civil del Equipo de Reconstrucción Provincial de Qaleh-e-Now en el marco de la Fuerza Internacional de Asistencia para la Seguridad (Afghanistán, 2008-2009); Consejero Cultural de la Embajada de España en Cuba (La Habana, 2009-2012); Segunda Jefatura de la Embajada de España en Irak (Bagdad, 2012).
Después de un periodo de excedencia voluntaria donde desarrolló su actividad como consultor internacional en Tánger (Marruecos), fue nombrado embajador de España en Gabón (2022).

## Distinciones
- Comendador de la Orden de Isabel la Católica
- Comendador de la Orden del Mérito Civil (España)
- Comendador de la Orden de Bernardo O'Higgins (Chile)
- Cruz de la Paz y la Amistad entre los Pueblos de Vietnam.